# Georg Friedrich von Martens

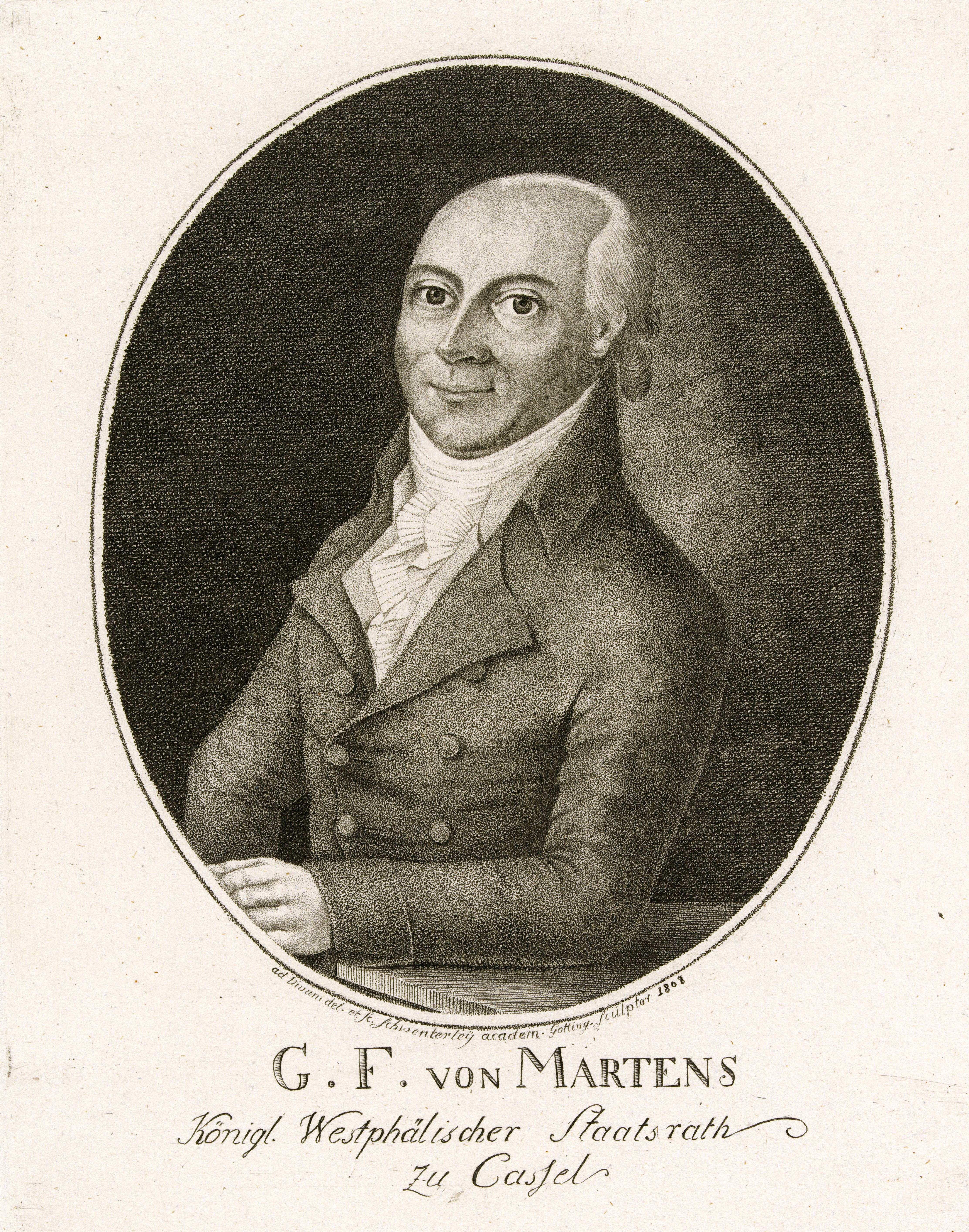
Georg Friedrich von Martens, Kupferstich von Heinrich Schwenterley (1808)

Georg Friedrich von Martens (* 22. Februar 1756 in Hamburg; † 21. Februar 1821 in Frankfurt am Main) war ein deutscher Natur- und Völkerrechtler, Diplomat und Publizist.

## Leben
Martens studierte in Göttingen Rechtswissenschaft und wurde in Wetzlar, Regensburg und Wien weiter ausgebildet. Aus seiner Göttinger Studentenzeit ist ein Schattenriss in der Silhouetten-Sammlung Schubert erhalten. Er gehörte, von Piter Poel in seinen Erinnerungen bestätigt, der Hamburgischen Landsmannschaft in Göttingen an. 1780 promovierte und 1782 habilitierte er sich in Göttingen. 1783 wurde er zum außerordentlichen und 1784 zum ordentlichen Professor des Natur- und Völkerrechts in Göttingen ernannt.
Martens wurde gemeinsam mit seinem Bruder Carl Wilhelm von Martens am 30. Juli 1783 in den Adelsstand erhoben.
Von 1808 bis 1813 bekleidete er die Stelle eines Staatsrats des Westphälischen Königreichs in Kassel und seit 1810 die eines Präsidenten der Finanzsektion.
1814 wurde er vom König von Hannover zum Geheimen Kabinettsrat und 1816 zum Bundestagsgesandten ernannt.

## Werke
Martens entwickelte als erster ein System des positiven Völkerrechts aus einer empirischen Untersuchungsmethode heraus. Daher wurde die Sammlung und Herausgabe völkerrechtlicher Verträge zum Schwerpunkt seiner Tätigkeit: Recueil des principaux traités d'alliance, de paix, de trêve, de neutralité, de commerce, de limites, d'échange usw. Sein Hauptwerk stellen der Recueil des traités (Göttingen 1791–1801, 7 Bände und 4 Supplementbände. 1802–1808), der, 1761 beginnende Recueil manuel et pratique de traités (Göttingen 1817–1842, 16 Bände.) und den diesen ergänzenden Nouveaux suppléments (Göttingen 1839–1843, 3 Bände und Register, 2 Bände) dar.
Eine weitere Fortsetzung bildet Friedrich Wilhelm August Murhards Nouveau recueil général des traités fortgesetzt von Karl Friedrich Samwer und Julius Hopf (Göttingen 1840–1875, 20 Bände mit Generalregister bis 1874; 2. Serie, das. 1876–1886, 10 Bände).
Weitere Schriften:
- Précis du droit des gens modernes de l'Europe. 1789.
- Einleitung in das positive Europäische Völkerrecht auf Verträge und Herkommen gegründet. Göttingen, 1796. (Digitalisat und Volltext im Deutschen Textarchiv)
- Versuch einer historischen Entwickelung des wahren Ursprungs des Wechselrechts. 1797 (Digitalisat).
- Erzählungen merkwürdiger Fälle des neuern europäischen Völkerrechts. 2 Bände. 1880–1802.
- Cours diplomatique. 3 Bände. Berlin 1801.
- Grundriß einer diplomatischen Geschichte der europäischen Staatshändel und Friedensschlüsse seit dem Ende des 15. Jahrhunderts. Berlin 1807.